# Korea Północna na Zimowych Igrzyskach Paraolimpijskich 2018
Korea Północna na Zimowych Igrzyskach Paraolimpijskich 2018 – występ kadry sportowców reprezentujących Koreę Północną na igrzyskach paraolimpijskich w Pjongczangu w 2018 roku.
W kadrze wystąpiło dwóch zawodników rywalizujących w biegach narciarskich. Był to debiut reprezentacji na zimowych igrzyskach olimpijskich. Jednak podczas ceremonii otwarcia nie wystąpili pod wspólną flagą z Koreą Południową, podobnie jak na Zimowych Igrzyskach Olimpijskich 2018, ponieważ oba państwa nie popierają flagi zjednoczenia.

## Reprezentanci
| Zawodnik      | Dyscyplina        | Konkurencja | Podgrupa | Czas      | Strata   | Miejsce | Źródło      |
| ------------- | ----------------- | ----------- | -------- | --------- | -------- | ------- | ----------- |
| Kim Jong-hyon | Biegi narciarskie | 15 km       | LW12     | 1:12:49,9 | +31:12,9 | 27.     | [ 3 ]       |
| Kim Jong-hyon | Biegi narciarskie | Sprint      | LW12     | 4:23,87   | +1:23,31 | 32.     | [ 4 ] [ 5 ] |
| Ma Yu-chol    | Biegi narciarskie | 15 km       | LW12     | 1:04:57,3 | +23:20,3 | 26.     | [ 3 ]       |
| Ma Yu-chol    | Biegi narciarskie | Sprint      | LW12     | 3:59,48   | +58,92   | 31.     | [ 4 ] [ 5 ] |